# Bussetto
Pour l’article ayant un titre homophone, voir Busseto.

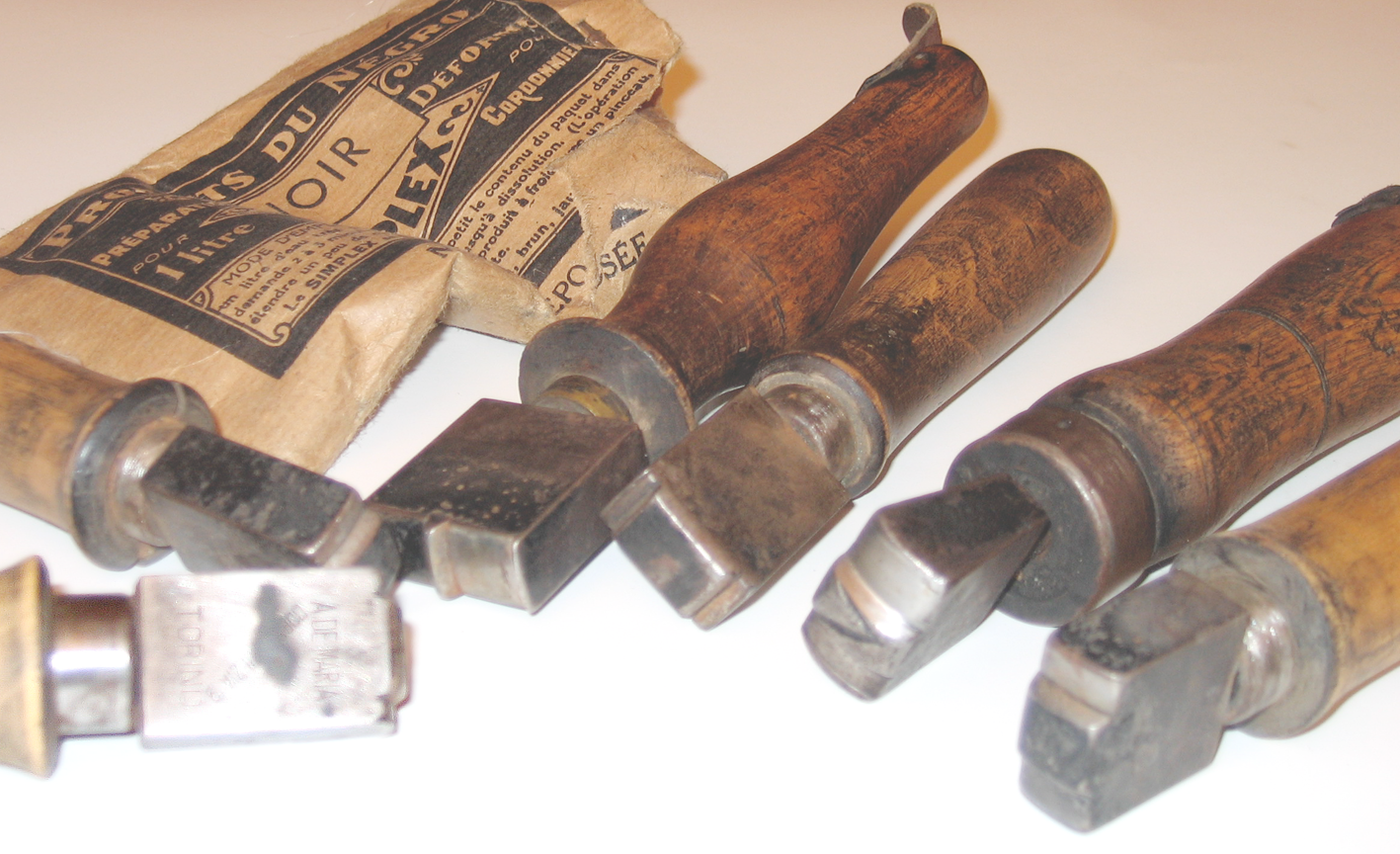
Chaque fer est destiné à une épaisseur et un profil différent de la semelle.

Bussetto est un outil de finition de bottier qui comprend un manche, une masse et une partie profilée : le fer. C'est un « fer à lisse ».
Le fer est chauffé et conserve la chaleur, ce qui permet d'appliquer à chaud de la cire fondue sur la tranche de la semelle de cuir afin de la teinter et de la rendre imputrescible. Le dessous de la semelle est également teinté, avec un tampon de chiffon généralement.